# 马辛庄乡
马辛庄乡，是中华人民共和国山西省朔州市怀仁市下辖的一个乡镇级行政单位。，2021年5月，撤销马辛庄乡，整体并入海北头乡。

## 行政区划
马辛庄乡下辖以下地区：
马辛庄村、下米庄村、南米庄村、马港村、小盐坊村、大盐坊村、古家坡村、海子洼村、智民庄村、马庄村、仝庄村、大井村、杨岭村、杜庄村、安寺村、鲁沟村和小村。